# Officerarnes Målskjutningsförbund
Officerarnes Målskjutningsförbund eller OMF är en helt fristående och ideell skytteförening som är ansluten till Svenska Pistolskytteförbundet. Under mitten av 1800-talet infördes handeldvapen som beväpning för officerare och därmed uppstod behovet av att förmå officerare att träna skytte. OMF bildades år 1859 av dåvarande Prins Oscar, sedermera Konung Oscar II, i syfte att öka officerarnas skjutskicklighet. OMF utgör därmed en av Sveriges äldsta skytteföreningar med kontinuerlig verksamhet under 160 år. OMF har som huvuduppgift att, nu som då det bildades, uppmuntra officerare att bedriva skytte med eldhandvapen, av typer fastställda för Försvarsmakten.
OMF bedriver skytte med stor bredd. Svenska Pistolskytteförbundets grenar (främst fältskytte och precision) utgör en del av verksamheten. OMF bedriver huvudsakligen ett skytte som är relaterat till tjänsten som officer där Försvarsmaktens regler kring kommandon och vapenhantering tillämpas. Vid skytte med pistol  är endast pistol M/88 (Glock 17/19) tillåten vid Förbundsmästerskap. OMF har tre föreningsegna grenar:
- Halvautomatisk karbin indelad i tre klasser efter kaliber (9mm, 5.56 och 7.62) med vapen som motsvarar kulsprutepistol och automatkarbiner i Försvarsmakten .
- Prickskyttegevär i en gemensam klass där även halvautomatiska gevär är tillåtna.

- Hagelgevär i en gemensam klass.

Skyttet bedrivs i former som liknar civilt fältskytte och dynamiskt skytte där en kombination av tid- och precisionskrav tillämpas.
Medlemskap i OMF kan erhållas av person, som tillhör eller tillhört försvarsmaktens personalkårer och då förordnats till lägst fänriks tjänstegrad/tjänsteklass som yrkesofficer eller reservofficer alternativt innehar någon av graderna OF 1–9. Medlemskap i OMF kan även erhållas av annan militär personal med motsvarande tjänsteställning efter förbundsstyrelsens särskilda prövning.